# 亚历山泰里·凯萨拉
亚历山泰里·凯萨拉（芬蘭語：Aleksanteri Keisala，1916年5月31日—1983年5月15日），芬兰男子摔跤运动员。他曾代表芬兰参加世界摔跤锦标赛，获得一枚银牌。他也曾参加1948年和1952年夏季奥林匹克运动会。